# 樣似町
樣似町（日语：／ Samani chō */?）位於北海道日高振興局東南部，北邊為日高山脈，西南邊的山脈面向太平洋。當地以漁業及採收昆布為主，也是日本國內名列前茅的昆布生產地。當地自古以來作為漁業城鎮而繁榮，除了鮭魚、鱒魚和鱈魚以外，還有章魚、海膽、海螺等多種海產。町內也有馬匹養殖業和酪農業，也與相鄰的浦河町有生產草莓。町內地質公園全區被聯合國教科文組織（UNESCO）認證為世界地質公園。
町名被認為是源自阿伊努語的「samam-ni」（有枯倒樹木的地方）或是「saman-i」（橫躺的河川）。

## 歷史
在江戶時代（17世紀）開始有和人從本州遷移至此開採砂金。
- 1802年：成為「蝦夷奉公」的管轄地。
- 1880年：設置戶長役場。
- 1906年4月1日：樣似村、鵜苫村、冬島村、幌滿村、岡田村、二七村、誓內村、平鵜村合併為樣似村 ，並成為北海道二級村。[7]
- 1952年4月1日：樣似村改制為樣似町。

## 交通

### 鐵路
過去在2015年前，曾有北海道旅客鐵道日高本線通過，並設有鵜苫車站、西樣似車站、樣似車站，但2015年日高本線在厚賀車站至大狩部車站之間的路段路基遭海岸侵蝕而塌陷，造成日高本線鵡川車站以東的路段全面停駛。經評估由於修復及未來維護的成本過高，在2021年4月1日正式廢除鵡川車站以東包和町內區域的路段，全面改由JR北海道巴士經營替代客運路線。
|  |

### 道路
| - 一般國道 - 國道336號 | 道道 - 北海道道233號新富樣似停車場線 - 北海道道389號樣似港線 |

### 巴士
- JR北海道巴士
  - 日勝線
  - 高速襟裳號

## 觀光景點
| - アポイ岳高山植物群落 - 親子岩 - 鹽釜蠟燭岩 | - 蝦夷三官寺等澍院相關資料（重要文化財）：保管於樣似鄉土館 - 阿伊努族古式舞踊（國指定重要無形民俗文化財） - アポイ岳高山植物群落（特別天然記念物） - 幌滿五葉松生長地（天然記念物） |

## 教育

### 高等學校
- 道立北海道樣似高等學校

### 中學校
- 樣似町立樣似中學校

### 小學校
| - 樣似町立鵜苫小學校 | - 樣似町立樣似小學校 |

## 姊妹市、友好都市

### 日本
- 野田村（岩手縣）
- 味方村（新潟縣）：現已併入新潟市

## 本地出身的名人
- 岡潤一郎：前賽馬騎師。
- 岡野知十：俳人。
- 萩中美枝：阿伊努文學研究學者。
- 桑田二郎：漫畫家，幼年時期曾居住於此。

## 外部連結
- （日語）樣似町立樣似圖書館 （页面存档备份，存于）
- （日語）アポイ岳同好俱樂部
- （日語）樣似阿伊努語言文化研究所 （页面存档备份，存于）